# Game Editor
Game Editor — кроссплатформенный конструктор двумерных игр.

## История
Game Editor разработал Макслейн Родригес. Его разработка началась в 2002 году.
Первая публичная версия вышла 7 февраля 2003 года. Конструктор поддерживался в течение десяти лет, его поддержка была прекращена с выходом Beta-версии 1.4.1 — 28 октября 2013 года.

## Технические характеристики и особенности
Game Editor поддерживает разработку для множества платформ: iPhone, iPad, macOS, Windows (начиная с Windows 95), Linux, Android, Windows Phone, GP2X, Pocket PC. В прошлом также поддерживал разработку для Symbian OS, Handheld PC.
Игра в Game Editor строится как набор игровых объектов, называемых в данной программе actors. Их поведение задаётся путём описания реакций на события. За внешний вид акторов отвечают встраиваемые в них наборы анимированных спрайтов (называемых просто анимациями). Game Editor может обрабатывать графические файлы в форматах JPEG, GIF, PNG, BMP, PCX, TGA, XPM, XCF, LBM, TIF. В файлах изображений распознаются альфа-каналы, для форматов, где они не поддерживаются, цвет левого верхнего пикселя считается прозрачным.
В игру можно встроить звуковые файлы следующих форматов: OGG, WAV, MID, MOD, S3M, VOC, IFF, 8SVX, IT, XM.
В качестве скриптового языка, используемого для написания собственной реакции на события используется интерпретатор языка Си EiC (Extensible Interactive C).
Game Editor распространяется под двойной лицензией, GPL и коммерческой. Если разработчик использует бесплатную версию конструктора, он должен опубликовать игру бесплатно и открыть её исходный код. В ином случае, он должен приобрести лицензию.